# カワアナゴ科
カワアナゴ科 (カワアナゴか、学名:Eleotridae) は、ハゼ亜目の分類群の一つ。カワアナゴやタメトモハゼなどを含み、世界中の海の熱帯から温帯域にかけ分布し、河川や沿岸部に生息する。

## 形態・生態
体型は太短い。腹鰭は左右で分かれている。かつて本科に含まれていたノコギリハゼ科とは、尾鰭分節軟条が15本であることで見分けられる。ただしかつて独立した科とされていたヤナギハゼ類には尾鰭分節軟条が17本であるものもいる。インド・太平洋、大西洋の熱帯域から亜熱帯域にかけ多くの種が分布するが、温帯域でもみられる。河川や沿岸部に生息する。

## 分類
28属が含まれる。
- Allomicrodesmus 1種
- Allomogurnda 9種
- エリトゲハゼ属 Belobranchus 2種
  - エリトゲハゼ Belobranchus belobranchus
- オウギハゼ属 Bunaka 1種
  - オウギハゼ Bunaka gyrinoides
- Caecieleotris 1種
- クモガクレ属 Calumia 4種
  - クモガクレ Calumia godeffroyi
  - キリガクレ Calumia profunda
- Dormitator 5種
- カワアナゴ属 Eleotris 35種
  - チチブモドキ Eleotris acanthopoma
  - テンジクカワアナゴ Eleotris fusca
  - カワアナゴ Eleotris oxycephala
  - オカメハゼ Eleotris melanosoma
- Erotelis 4種
- タメトモハゼ属 Giuris 6種
  - タメトモハゼ Giuris tolsoni
  - ゴシキタメトモハゼ Giuris viator
- Gobiomorphus 9種
- Gobiomorus 3種
- Guavina 2種
- Gymnoxenisthmus 1種
- Hemieleotris 2種
- タナゴモドキ属 Hypseleotris 21種
  - タナゴモドキ Hypseleotris everetti
- Kimberleyeleotris 2種
- Leptophilypnion 2種
- Leptophilypnus 3種
- Microphilypnus 5種
- Mogurnda 27種
- Paraxenisthmus 2種
- Philypnodon 2種
- Ratsirakia 1種
- Rotuma 1種
- Tateurndina 1種
- Tyson 1種
- ヤナギハゼ属 Xenisthmus 10種だが、日本産未記載種は3種
  - ヤナギハゼ Xenisthmus clarus
  - モンヤナギハゼ Xenisthmus polyzonatus